# Peter Frenette (Automobilhersteller)
Peter Frenette war ein britischer Hersteller von Automobilen.

## Unternehmensgeschichte
Der Waffenhersteller Peter Frenette gründete 1981 das gleichnamige Unternehmen in St Neots in der Grafschaft Cambridgeshire. Er begann mit der Produktion von Automobilen und Kits. Der Markenname lautete Frenette. 1982 endete die Produktion. Insgesamt entstanden etwa vier Exemplare.

## Fahrzeuge
Im Angebot stand nur ein Modell. Es ähnelte dem Mini Moke. Die Basis bildete der Mini. Die offene Karosserie bestand aus rostfreiem Stahl und nicht aus Kunststoff wie bei vielen Konkurrenzmodellen.